# Heilige Katharina (Museum Schnütgen)

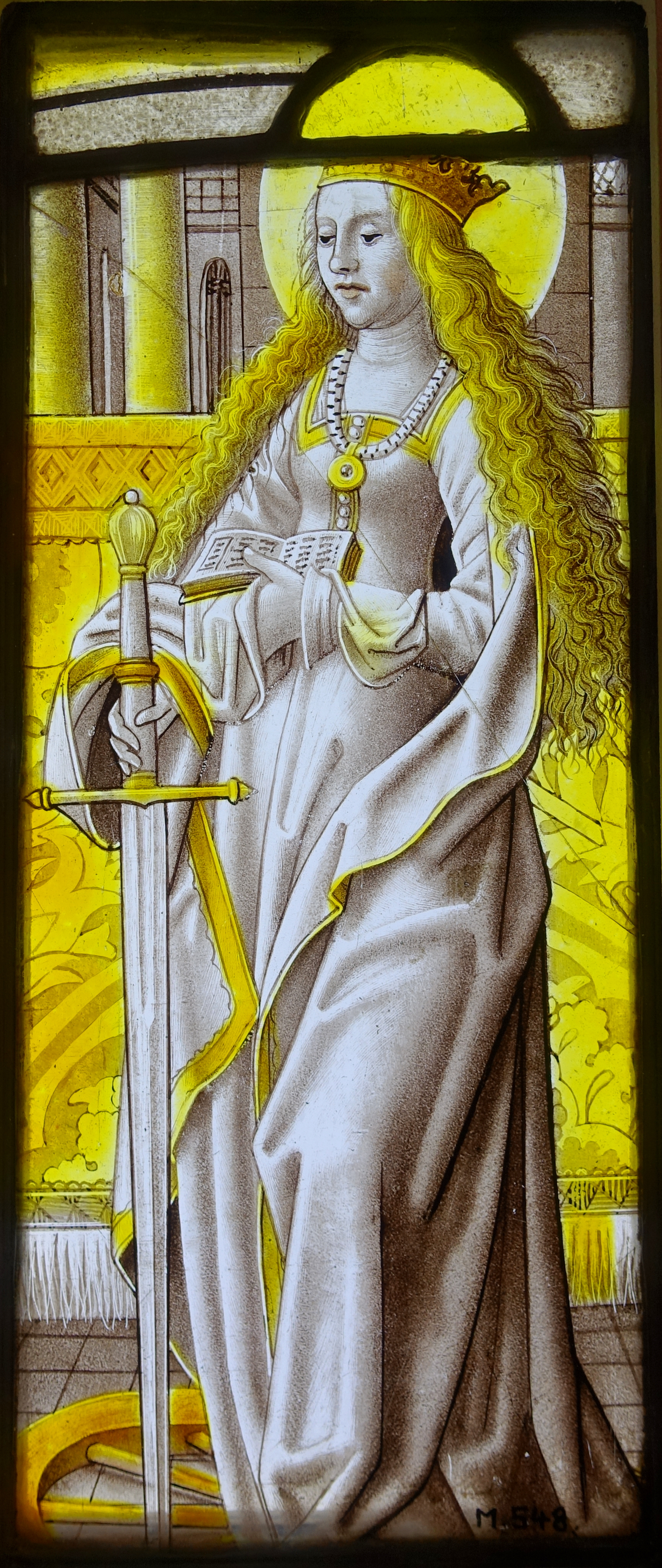
Bleiglasfenster Heilige Katharina

Heilige Katharina wird eine Szene eines Bleiglasfensters genannt, die von einem unbekannten Glasmaler aus Köln stammt. Die um 1520 datierte Scheibe befindet sich heute im Museum Schnütgen.

## Herkunft
Die 27 cm hohe und 12 cm breite Scheibe mit der Darstellung der heiligen Katharina befand sich in der Sammlung Wallraf des Kunstgewerbemuseums Köln und wurde 1932 in das Museum Schnütgen übertragen.

## Beschreibung
Auf der hochrechteckigen Scheibe steht die heilige Katharina nach links gewandt vor einem bis zur Schulter reichenden Damastvorhang. Mit der rechten Hand hält sie das senkrecht stehende Schwert und in der linken ein aufgeschlagenes Buch. Katharina trägt ein Kleid und einen Mantel, der auf beiden Seiten nach vorn um die Knie geschlungen ist. Von ihrem Haupt mit Krone und Heiligenschein fließt ihr langes lockiges Haar bis zu den Hüften herab. Das am Boden liegende hölzerne Rad und das Schwert sind laut Überlieferung die Werkzeuge ihres Martyriums und ihre Heiligenattribute. 
Im Hintergrund ist eine von Säulen getragene Architektur zu sehen.